# Caméra Beaulieu R16
Beaulieu est une gamme de plusieurs modèles de caméras argentiques 16 mm pour amateurs, puis pour professionnels, conçue par Marcel Beaulieu et construite en France de 1972 à 2002.

## Histoire
Marcel Beaulieu (1908-1985) est à bonne école au sein de la société de Pierre-Victor Continsouza, où il peut se former en matière de mécanique cinématographique. En effet, Continsouza a conçu et fabrique la célèbre caméra Pathé ''Professionnelle'' que la puissance financière internationale de Charles Pathé impose alors sur nombre de plateaux, aussi bien en Europe qu’aux États-Unis. Beaulieu travaille aussi chez Gaumont. À 43 ans, il fonde son entreprise, après une collaboration frustrante avec un associé qui le dupe, et il se lance dans la création et la production de caméras au format 16 mm. Dans les années 1970, Beaulieu produira jusqu’à 800-1250 caméras par mois avec 270 employés.

## Description
Beaulieu débute en visant la clientèle particulière aisée. Sa première caméra a une forme élégante et nouvelle. La M16, mono objectif, suivie de la T16, équipée d’une tourelle à deux objectifs, sont en fonte d’aluminium et se présentent comme une boîte rectangulaire arrondie et galbée, pratiquement deux fois plus longue que haute (21 x 11 cm). Rien ne dépasse, sinon l’objectif, on peut glisser l’appareil, qui ne fait que 6,5 cm de large, dans une poche de manteau sans rien accrocher. Le client a le choix entre 4 couleurs du boîtier : champagne, brun, brun-rouge, gris-vert. Le moteur à ressort entraîne les bobines de 15 ou 30 mètres à la cadence réglable de 10 à 64 images par seconde. La visée se fait par un tube optique interne, avec redressement de l’image à l’endroit et correction de parallaxe.
Leur forme fuselée peut surprendre et la prochaine Beaulieu, sortie en 1958, est proche des formes compactes de la caméra Paillard-Bolex H16, dont elle se veut la principale concurrente. Cette fois, une seule couleur : le gris anthracite rehaussé de simili cuir noir. C’est la R16, qui va accumuler d’un modèle à l’autre toute une série de perfectionnements.
Le cadrage se fait par un viseur reflex. L’obturateur est comme celui des précédentes : non pas un disque rotatif (il n’y a pas la place, elles sont ultraplates) mais une « guillotine », une lame métallique articulée au bout d’un bras qui oscille de haut en bas et retour. Un miroir précis est installé sur cette lame et, en passant devant la fenêtre de cadrage du film, quand l’obturateur masque l’objectif au moment où la pellicule se déplace d’un pas, il renvoie l’image reçue par le miroir vers l’œil du cadreur.
La cadence de prise de vues est élargie, de 8 à 64 images par seconde et ira de 2 à 64 images par seconde dans la dernière R16. Une cellule photo-électrique est adjointe, qui permet de régler rapidement l’ouverture du diaphragme, y compris en marche (aiguille indicatrice dans le viseur). Une possibilité de magasin de 60 ou 120 mètres de pellicule est offerte, mais sa position en équilibre au-dessus de la caméra nécessite d’installer l’appareil sur un trépied.
La toute dernière, la News 16, sortie en 1972, ne ressemble plus à une caméra de poing pour amateur fortuné ou cinéaste semi-professionnel. « Cette nouvelle caméra est destinée aux opérateurs d'actualités dont les méthodes de travail nous viennent des Etats-Unis et, plus particulièrement, des stations régionales américaines, où un événement quelconque ne nécessitant pas de développements particuliers est "couvert" par un seul opérateur accompagné d'un seul preneur de son. Ce film développé en fin d'après-midi, peut être diffusé aux actualités télévisées de la soirée, après un montage réduit à sa plus simple expression. Il n'y a pas si longtemps, ce genre d'information devait se contenter d'un commentaire en direct. Avec l'apparition du "son sur film", avec une piste magnétique pré-couchée sur l'émulsion vierge, et malgré quelques servitudes de montage, ces reportages ont beaucoup gagné en réalisme. » Elle est équipée par construction d’un magasin coaxial à bobines à flasques de 60 mètres et vise les professionnels du reportage, ainsi qu’il est précisé. Elle possède un clap interne et le son, enregistré parallèlement sur un magnétophone ou directement sur le film muni d’une piste sonore magnétique, peut être entendu par le cadreur grâce à un petit haut-parleur disposé sur le côté, près de son oreille. Quelque 250 exemplaires de cette caméra seront produits.
En plus de ses caméras 16 mm, Beaulieu fournit aussi aux amateurs différents modèles au format 8 mm. « Mais en 1984, l'entreprise est en difficulté. En 1985, elle est reprise par une nouvelle équipe. »